# Ulica Centre

## Sinopsis
"Ulica Centre" je američka televizijska humoristična serija koju su stvorili Paul i Chris Weitz, te Danny Zuker. U SAD je promovirana pod sloganom " serija koju vam donose autori Američke pite., te nam priča priču o životu dvojice prijatelja, britanskog pastuha Euana Pierca, i američkog gotovana Mikea Platta, koji se useljavaju u newyoršku ulicu Centre. Osim njih, u seriji se pojavljuju i Mikeova djevojka, Liz Lombardi, njihov otkačeni prijatelj, djelatnik vijetnamskog restorana Chau Presley, i osjećajni gangsta reper Status Quo.

## Likovi
- Euan Pierce - ženskar s Oxford-a, radi kao investicijski bankar i buntovan je s novcem, što se vidi po mjestu gdje živi, u luksuznom apartmanu. Njegovo srednje ime je Crispin, čega se neizmjerno srami.

- Mike Platt - za razliku od svog Oxfordskog kolege Euana, Mike je financijski stabilan, i većinu seriju radi u neprofitnoj organizaciji, piše pisma u ime političkih zatvorenika i radi dobre stvari za koje ga baš i nije briga, a to radi iz razloga što je to bio posao u blizini njegovog apartmana. Mike je kratko radio u kompaniji videoigara, te kao zvučni tehničar na snimanju porno filmova. Mike je hodao s Liz više od godinu dana, i taman kada je spreman ostaviti je, ona ostavi njega.

- Liz Lombardi - Mikeova djevojka s kojom je izlazio više od godinu dana, te ga je ona ohrabrivala da uzme kontrolu nad svojim životom.

- Chau Presley - po fanovima, ovaj lik je bio najbolji dio showa. Chau je Mikeov i Euanov otkačeni prijatelj koji radi u vijetnamskom restoranu. Restoran u kojem radi se zove "Qui Nhon". Neki od njegovih otkačenih pothvata su i paljenje Mikeova apartmana, sudjelovanje u borbi pijetlova i izlaženje s beskućnicom. Nakon ludih pothvata, kasnije je zamijenio Mikea na mjestu zvučnog tehničara na snimanju porno filmova.

- Status Quo - njegovo pravo ime je Nathan. Grammyem nagrađeni reper često je okružen svojim prijateljima MC Frenchom i DJ Cheddarom. No pred svojim prijateljima otkriva svoju nježniju stranu, te tako uživa u kuhinji, imao je pudlicu pod imenom D'Artagnan, bliski je prijatelj Marthe Stewart i kratko je hodao s Cher. Dugo je bio zaljubljen u Liz, no odustali su od veze nakon što su shvatili da ne žele uništiti svoje večeri igranja Scrabblea.

### Ostali likovi:
- Dr. Barry Wasserman - Wasserman je urolog koji ima vlastiti kult. Predan svom radu, svoj automobil naziva " Penismobile ", a na njegovoj registracijskoj tablici piše "PPDOC", i često mora objašnjavati ljudima kako se on ne šali. Navodno, on je urolog P. Diddy-a, Bruce Springsteen-a i Bob Dylan-a, što ga čini neodoljivim ženama. Wasserman se preselio u Hadley zgradu nakon što je njegova žena počinila samoubojstvo. Često se šali na račun mrtve žene, iako to nikome nije smiješno, osim njemu.

- Jordan - Jordan je publici predstavljena kao kontrafigura Chau, te je Lizina najbolja prijateljica, koja, prema Mikeu, nema socijalnog filtera. Jordan uvijek kaže ono što joj je na pameti, što dovodi do raznih sramotnih situacija, pogotovo u restoranima. Kratko je hodala s Chauom, sve do svađe tko je zgodniji - Owen Wilson (njen izbor) ili Luke Wilson (Chauov izbor), koja je na kraju rezultirala njihovim prekidom. Jordan radi kao asistentica doktora Wassermana.

## Ukidanje serije
Serija se emitirala na američkoj TV mreži WB nedjeljom navečer, i unatoč slabašnim rejtinzima, obnovljena je za snimanje druge sezone. No, nakon što se preselila u termin četvrtkom navečer, serija je nastavila imati slabu gledanost, te je ukinuta nakon 7 epizoda 2. sezone, te tako nikad nisu snimljene ni planirane 2 epizode " Scary Sitcom " i " Chau's Hard Iced Tea "

## Zanimljivosti
- Nakon kraja serije, Sean Maguire i Jason George su se pridružili glumačkoj postavi humoristične serije "Eve".
- U Chauovom restoranu, Qui Nhon, nalazi se poster filma Američka pita. Poster je vijetnamski, te na njemu piše "Di Bui Va Bahn", što znači "Mladić koji gura penis u pitu".

## Uloge

### Glumačka postava:
- Eddie Kaye Thomas kao Mike Platt (sezona 1-2)
- Sean Maguire kao Euan Pierce (sezona 1-2)
- Lauren Stamile kao Liz Lombardi (sezona 1-2)
- John Cho kao Chau Presley (sezona 1-2)
- Jason Winston George kao Status Quo (sezona 1-2)
- Eugene Levy kao Barry Wasserman (sezona 2)
- Rayne Marcus kao Jordan (sezona 2)

### Gostujuće uloge:
- Bethany Joy Galeotti kao Heather (sezona 1)
- Kristen Miller kao Ginger (sezona 1)
- Jason Biggs kao Rick Steve (sezona 1)
- Jessica Collins kao Kristi Lee (sezona 1)
- Dustin Diamond kao Dustin Diamond (sezona 1)
- Tanya Roberts kao Gretchen (sezona 1)
- Shannon Elizabeth kao Dawn (sezona 1)
- Carmen Electra kao Carmen Electra (sezona 2)